# Battaglia di Cuautla (1911)
La battaglia di Cuautla è stata una battaglia tra le forze di Emiliano Zapata, gli zapatisti, e l'esercito federale del governo messicano che ha avuto luogo nello stato di Morelos dall'11 al 19 maggio 1911, durante la rivoluzione messicana.

## Storia
Le forze di Emiliano Zapata contavano circa 4 000 unità, invece le forze federali difendevano la città di Cuautla con 350-400 soldati. Anche se gli zapatisti hanno circondato completamente la città, senza permettervi comunicazioni con il resto del Messico, il comandante della città di Cuautla ha rifiutato di arrendersi e ha affermato di combattere "purché avesse un soldato e una cartuccia".
Quella che Zapata stava combattendo non era la "solita" battaglia che era abituato ad affrontare. Nel primo giorno di battaglia, furono uccisi circa 300 zapatisti, invece, il 14 maggio, le sue truppe sono riuscite a tagliare le truppe federali dalle forniture d'acqua. Il giorno successivo, Emiliano Zapata ordinò un'offensiva e disse alle sue truppe di versare benzina negli acquedotti e di dar loro fuoco, con questa tecnica, gli zapatisti riuscirono a spostare i soldati da una posizione favorevole, bruciando alcuni di loro vivi. Un vagone ferroviario vuoto che è stato trasformato in un bunker, completo di un nido di mitragliatrice è stato anche cosparso di benzina e dato alle fiamme bruciando a morte tutti i soldati federali all'interno.
Nel mentre che la battaglia continuava, il generale Victoriano Huerta decise di inviare a Cuautla 600 soldati per aiutare il Quinto reggimento. Tuttavia, Huerta capì che se avesse lasciato la capitale incustodita, sarebbe partita una ribellione alle sue spalle e quindi decise di lasciare il Quinto reggimento al suo destino. In seguito, Eutiquio Munguia si ritrovò con una manciata di soldati, oltretutto stanchi, e con pochissime o nulle munizioni, e quindi decise di arrendersi. La città fu dunque conquistata da Emiliano Zapata e i suoi zapatisti.